# 영월공설운동장
영월공설운동장(寧越公設運動場, Yeongwol Public Stadium)은 대한민국 강원특별자치도 영월군에 있는 스포츠 시설이다. 천연잔디 필드와 우레탄 트랙이 갖춰진 다목적 경기장으로, 1986년에 준공되었다.

## 참고 문헌
- 〈영월공설운동장〉. 《두피디아》. 두산.
- “영월공설운동장”. 영월군시설관리공단.
- 《전국 공공체육 시설 현황 (2017년말 기준)》. 대한민국 문화체육관광부. 2019.
- 《2019년 전국 공공체육시설 현황 (2018년말 기준)》. 대한민국 문화체육관광부. 2020.
- 《2023 전국 공공체육시설 현황 (2022년 12월말 기준)》. 대한민국 문화체육관광부. 2024.